# تومي غاريت (سياسي)
تومي غاريت (بالإنجليزية: Tommy Garrett)‏ هو سياسي أمريكي، ولد في 4 يونيو 1954 في الولايات المتحدة. حزبياً، نشط في الحزب الجمهوري.

## وصلات خارجية
- الموقع الرسمي